# Forte Zeelândia (Taiwan)

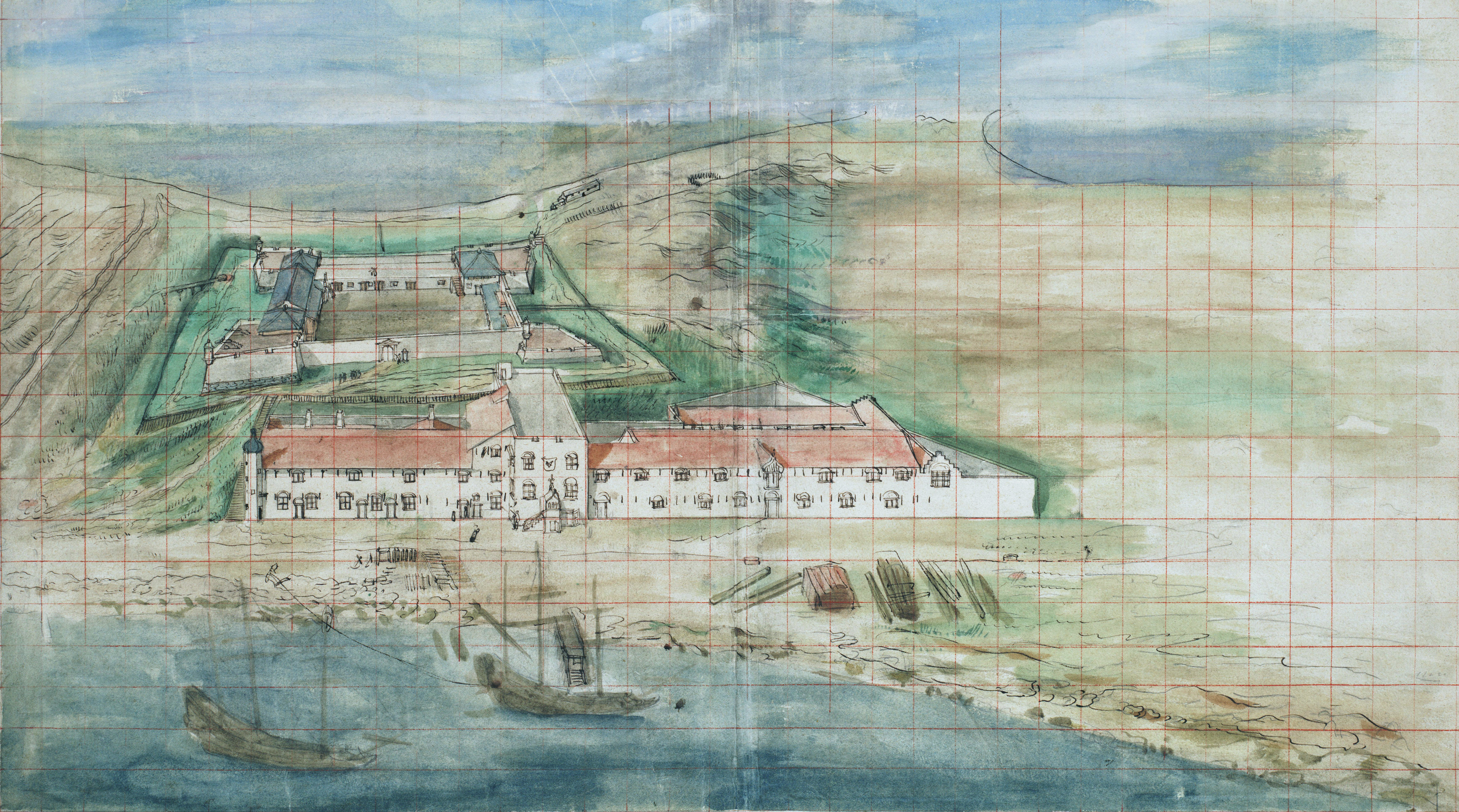
Visão geral do Forte Zeelândia, Taiwan, pintado por volta de 1635 (The Hague National Bureau of Archives, Países Baixos)

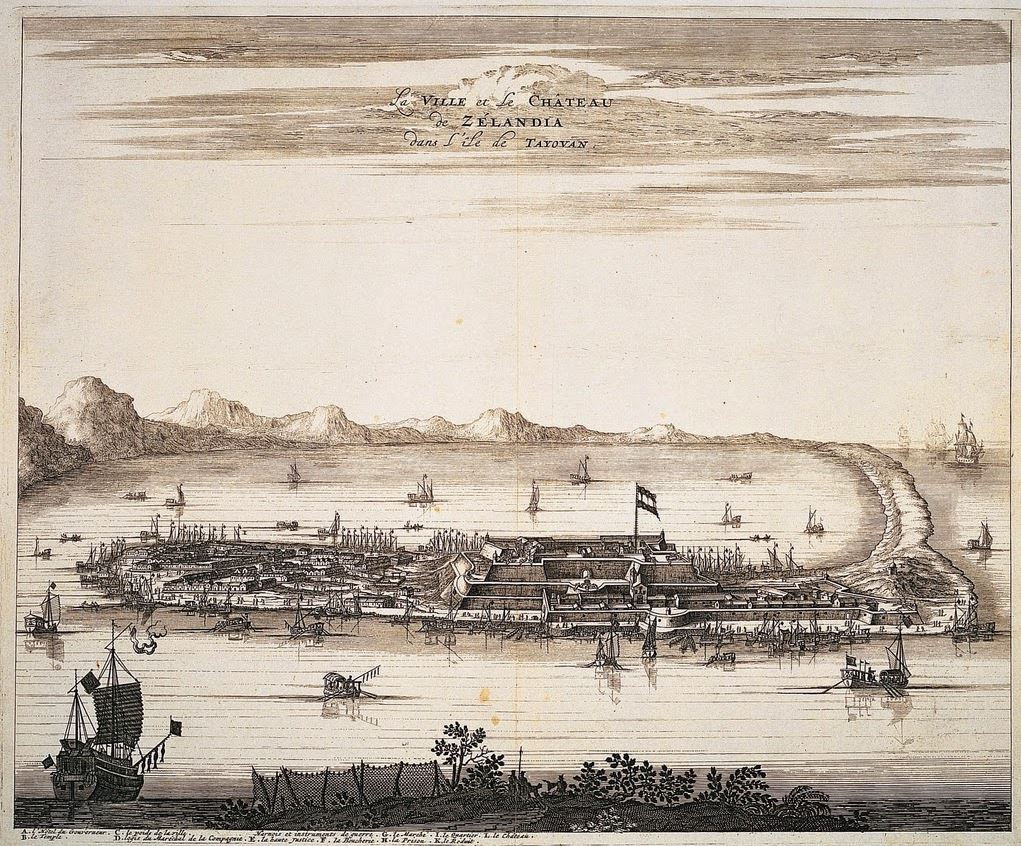
Cópia do século XVII do Forte Zeelândia

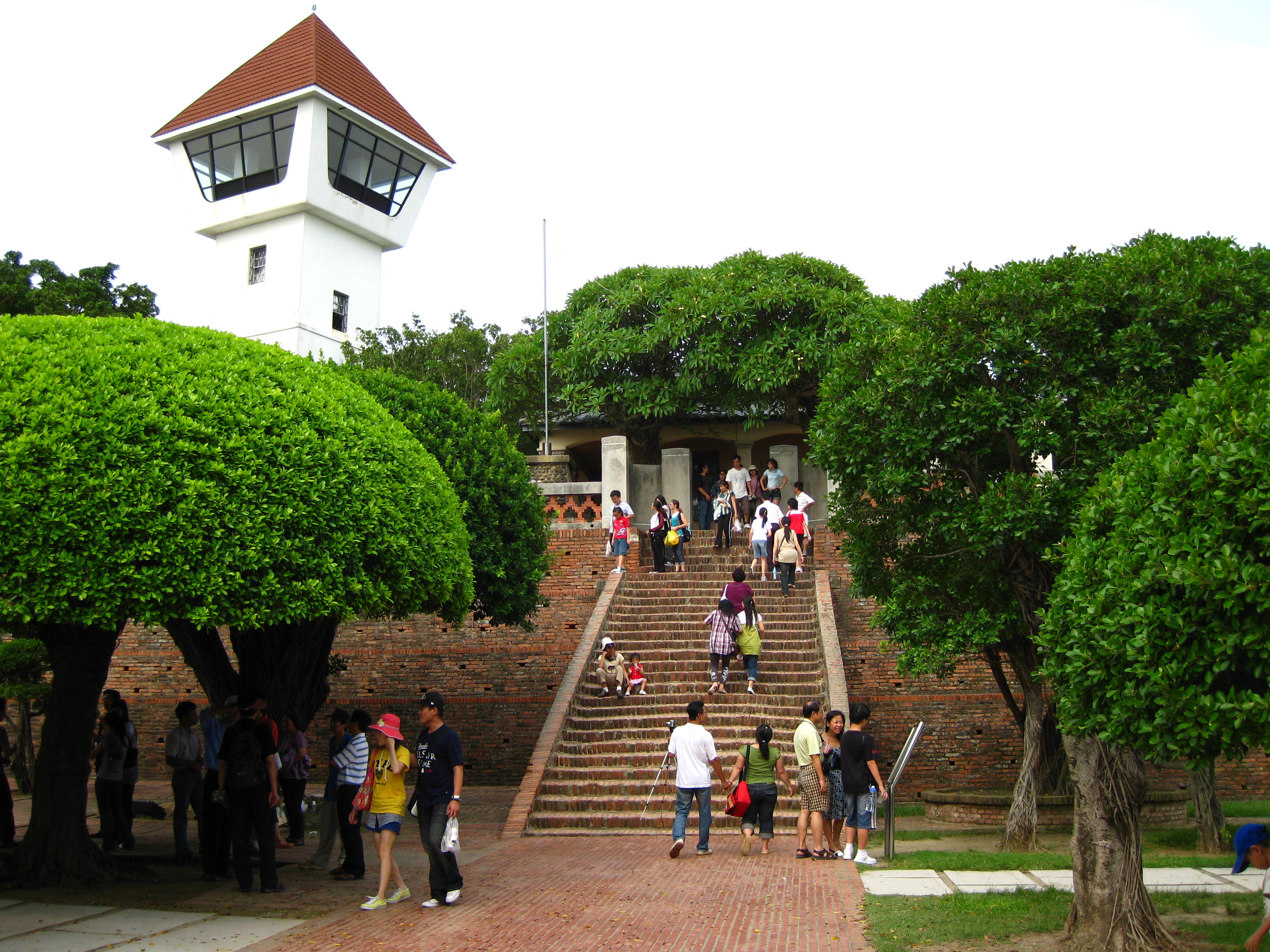
Acesso ao forte em 2008

Forte  Zeelândia (chinês: 热兰遮城 ; pinyin: rèlánzhē Cheng) foi uma fortaleza construída ao longo de 10 anos de 1624-1634 pela Companhia Holandesa das Índias Orientais, na cidade de Anping (Tainan) na ilha de Formosa (hoje Taiwan), durante o seu governo de 38 anos sobre a parte ocidental da ilha. Seu nome atual em chinês é Anping Fort (安平古堡).
Durante o século XVII, quando os europeus de vários países navegaram para a Ásia para desenvolver o comércio, Formosa tornou-se um dos locais mais importantes de abastecimento da Ásia Oriental, e o Forte Zeelândia era um dos centros internacional de negócios. Em nome da Companhia Holandesa das Índias Orientais, os navios partiram de Formosa e se dirigiam para o norte, Japão, a oeste para Fujian, ou para o sul, para o Vietnã, Tailândia, Indonésia, Índia, Irã ou para a Europa.

## Localização estratégica
Os holandeses optaram por uma península de areia na costa de Tainan para construir a fortaleza, já que isso permitia o acesso direto ao mar e com ele, suprimentos e reforços de Batávia em caso de cerco. Infelizmente, o site não tinha o abastecimento adequado de água doce, que tinha de ser obtida a partir do continente.
Os tijolos foram trazidos de Java e a argamassa constituída com uma mistura de areia, conchas, terra e arroz glutinoso. O forte foi projetado para ser cercado por três camadas concêntricas de muralhas e em seus quatro cantos foram construídos bastiões salientes para uma melhor defesa, típico do forte europeu do século XVII.
Dentro do forte existiam o centro militar, administração, igreja, guarnições, e a prisão; o centro da cidade situava-se nas proximidades. Entre o forte e o centro da cidade, havia o mercado e o matadouro.

## Rendição holandesa
Em 30 de Abril de 1661, o General Ming Zheng Chenggong ("Koxinga") (1624-1662) estabeleceu o cerco à fortaleza (defendida por 2.000 soldados holandeses), com 400 navios de guerra e 25 mil homens. Depois de nove meses e a perda de vidas de 1.600 defensores, os holandeses se renderam em 1 de Fevereiro de 1662, quando se tornou claro que não haveria reforços da próxima Batávia (atual Jacarta, Java, Indonésia) e quando as provisoes de água doce estarem praticamente no fim.
Nos termos do Tratado Koxinga-holandesa (1662) , assinado em 1 de Fevereiro entre Koxinga e o governador holandês Frederick Coyett, os holandeses se renderam deixando todos os bens e propriedades. Em troca, todos os funcionários, soldados e civis estavam livres para sair com seus bens pessoais e suprimentos.
Em 9 de Fevereiro, Frederick Coyett oficialmente rendeu o forte e liderou as forças restantes holandesas e civis de volta para Batávia por mar, encerrando 38 anos do dominio colonial holandês em Taiwan.